# Figueira e Barros
Figueira e Barros es una freguesia portuguesa del municipio de Avis, con 70,23 km² de superficie y 356 habitantes (2001). Su densidad de población es de 5,1 hab/km².